# Hydriastele carrii
Hydriastele carrii är en enhjärtbladig växtart som beskrevs av Karl Ewald Maximilian Burret. Hydriastele carrii ingår i släktet Hydriastele och familjen Arecaceae. Inga underarter finns listade i Catalogue of Life.